# Рачеєвка
Раче́євка (рос. Рачеевка) — село у складі Цілинного округу Курганської області, Росія.
Населення — 283 особи (2010, 368 у 2002).
Національний склад станом на 2002 рік:
- росіяни — 70 %